# 阿拉伯高原
阿拉伯高原，是位於亞洲西南部的主要高原，地質古老，阿拉伯高原橫跨沙烏地阿拉伯、敘利亞、葉門、約旦、伊拉克等國，面積超過兩百五十萬平方公里。阿拉伯高原與阿拉伯半島東部平原和兩河流域（幼發拉底河、底格里斯河）相連，南界為亞丁灣北側山地，北界為敘利亞的中央高地。

## 阿拉伯高原特徵
氣候乾燥，只在阿拉伯高原的西北部有少許的河川，但短小，阿拉伯高原上多沙漠，像是代赫納沙漠、敘利亞沙漠等。因地質古老而富含礦產。